# Отворена комуникација
Универзитетска дебатна мрежа Отворена комуникација је невладино, нестраначко и недобитно удружење из Београда чији је циљ развијање културе дијалога, критичког размишљања и слободе говора у Србији. Његови чланови су студенти, професори, научници, адвокати, психолози, политиколози и други стручњаци.

## Историјат
Фонд за отворено друштво је 1994. године покренуо средњошколски дебатни програм у Југославији, као и у другим посткомунистичким земљама. Прва генерација дебатера матурирала је у лето 1997. године и увиђајући значај дебате у свом образовању, одмах по упису факултета основали су универзитетску дебатну мрежу - Отворену комуникацију.

## Циљеви
Основни циљеви који окупљају чланове Отворене комуникације су:
- развијање културе дијалога и отвореног друштва;
- развијање свести о демократским методама одлучивања, ненасилној комуникацији и толеранцији;
- залагање за заштиту слободе говора;
- унапређење разумевања, међусобне сарадње људи и заједница и подстицање свестране и слободне комуникације међу њима;
- развијање комуникативних способности и критичког размишљања код младих.

Основни начин на који Отворена комуникација остварује своје циљеве јесте организовањем рада дебатних клубова на Универзитету, јачањем њихове позиције и потврђивањем дебате као образовног метода и средства политичке и друштвене комуникације.

## Рад са студентима
Од оснивања, преко 1000 студената је прошло различите програме Отворене комуникације. Тренутно је активно око 150 чланова окупљених у дебатне клубове Правног, Економског, Филолошког, Факултета политичких наука и Факултета организационих наука.
Поред основних курсева дебате који се спроводе на овим факултетима, у курикулуму Отворене комуникације се налазе и средњи и напредни курс, летњи дебатни кампови, национални дебатни турнири, као и Отворено првенство Београда - један од највећих међународних дебатних турнира у Европи.

## Европско првенство
Захваљујући напорном раду и кредибилитету стеченом у међународној дебатној заједници, Отворена комуникација је домаћин Европског универзитетског дебатног првенства 2012, највећег студентског академског такмичења на старом континенту.